# 伊勢電気鉄道ハ451形電車

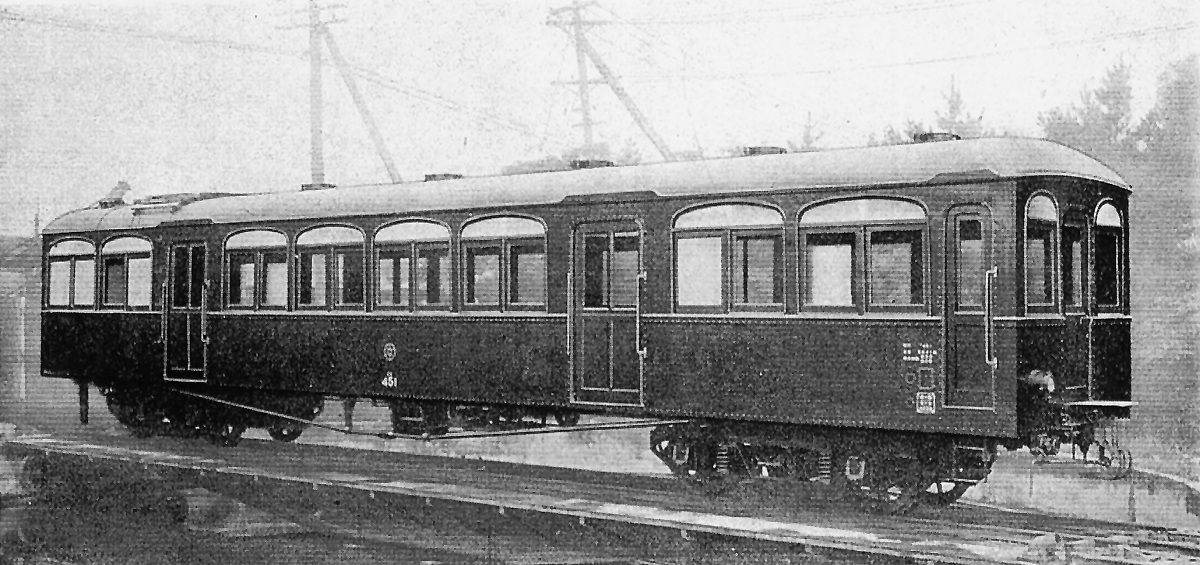
伊勢電気鉄道ハ451形ハ451

伊勢電気鉄道ハ451形電車（いせでんきてつどうハ451がたでんしゃ）は伊勢電気鉄道が1928年に導入した、動力装置や運転台を備えない付随車形式の電車である。
本項目では本形式と同時期に順次新造され、本形式と共通の車体構造を採用した同系電動車のデハニ201形とデハニ211形、および制御車のハ461形についても併せて取り扱う。

## 概要
低規格の地方鉄道から高規格の都市間高速電気鉄道への経営方針転換後の伊勢電気鉄道で最初に設計された車両群であり、電動車2形式および制御車と付随車の合計4形式で構成される。伊勢電気鉄道としては初の17m級車体を備える大型車である。
もっとも電動車2形式については主電動機出力が低かったことから、より強力な電動機を搭載するデハニ231形の就役開始後は先行して新造された15～16m級電動車と同様に2線級扱いとされた。このため、伊勢電気鉄道の破綻から参宮急行電鉄による救済合併、同社の大阪電気軌道との合併による関西急行鉄道の成立を経て近畿日本鉄道への改組後1970年代後半の廃車まで、これらは養老線や伊賀線といった支線区を中心に細々と運用された。
一方、付随車（後に制御車化）と制御車はともに一端に便所を設置していたこともあり、1970年代前半の廃車まで元の伊勢電気鉄道本線である近鉄名古屋線で急行を中心とする本線の長距離優等列車運用に充当され続けた。

## 導入までの経緯
1922年11月1日に開催された臨時株主総会での電化決議以来、伊勢鉄道は全線について直流1,500Vでの電化を決定、津新地 - 四日市間の本線19マイル51チェーン（約31.6km）および伊勢若松 - 伊勢神戸間2マイル36チェイン10リンク（約3.2km）の神戸支線の電化が1926年12月中旬に竣工、同月22・23日に鉄道省技師による竣工監査を受けた後、同月26日より電車の運行を開始した。
この間1926年9月11日の臨時株主総会において、日本電力系の伊坂秀五郎に代わり、当時「東海の飛将軍」と謳われ、かねてより伊勢神宮の参宮を目的とした名古屋 - 宇治山田間の高速電気鉄道建設をもくろんでいた地元四日市出身の辣腕実業家である熊沢一衛が伊勢鉄道社長に就任、商号を伊勢鉄道株式会社から伊勢電気鉄道株式会社へ変更、事業目的も軽便鉄道法に基づく津 - 四日市間および伊勢若松 - 伊勢神戸間の鉄道運営から、地方鉄道法および軌道法に基づく電気鉄道運営へ変更、さらに名古屋延長を睨んで四日市 - 桑名間の地方鉄道免許を、当時桑名 - 揖斐間の地方鉄道線（現在の養老鉄道養老線）を経営していた揖斐川電気より譲受し、この区間を本格的な都市間高速電気鉄道（ハイスピード・インターアーバン）として建設、軽便鉄道規格で建設された既設線も電化工事に合わせ軌条の重軌条化や線形改良などを実施することとした。
こうした経営陣の交代と経営方針・経営戦略の大転換により、並行する鉄道省線や当時台頭しつつあったバスに対抗しきれない零細かつ低規格な地方鉄道としての伊勢鉄道から、最終的に東海地方最大の都邑である名古屋と神都宇治山田を結ぶことを目的とする本格的な都市間高速電気鉄道たる伊勢電気鉄道へ、組織・設備の双方について飛躍的な発展を目指す方針が定まった。
しかし、電化開業に当たって新造された電車各形式は、会社の経営方針が全面的に転換される前に旧経営陣によって発注されたものであった。これらは比較的短距離の区間運転に適した車体長15m - 16m級の小型車であり、新しい運営方針の下で定められた、長距離高速運転の実施計画に適する構造・性能ではなかった。
そのため、当時泗桑線と呼ばれていた四日市 - 桑名間の延長線開業時には、本線が30マイル72チェーン（約49.7km）に延伸され、全線の直通には普通電車で所要時間1時間20分、新たに設定されることになった急行電車でも1時間8分を要するようになることから、より大型で充実した接客設備を備え、しかも高速運転に適する性能を備えた車両が必要となった。
そこで、従来よりも一回り大きな新型車シリーズの第一陣として設計されたのが、ハ451形に始まる同様の車体様式を備えた一連のグループである。

## 車種構成
通常であれば、新線開業の際には基幹となる電動車が最初に新造されるのが一般的であるが、1928年夏の海水浴シーズンの乗客増に備えて在来車各形式への増結による使用が見込まれたため、付随車が先行製作された。
ハ451形ハ451 - ハ453
付随車(T)。1928年8月15日竣工。定員120名、座席定員58名、便所・洗面所付き。日本車輌製造本店製。
これらは、新造当時の伊勢電気鉄道各線主要駅には蒸気機関車時代の機回り線が存在していたことから、当初は総括制御可能な制御車ではなく運転台を備えない付随車として竣工、機関車の代わりに既存の電動車各形式によって牽引されるという運用形態が採られた。
続いて、泗桑線開業に備え、以下の2両が竣工した。

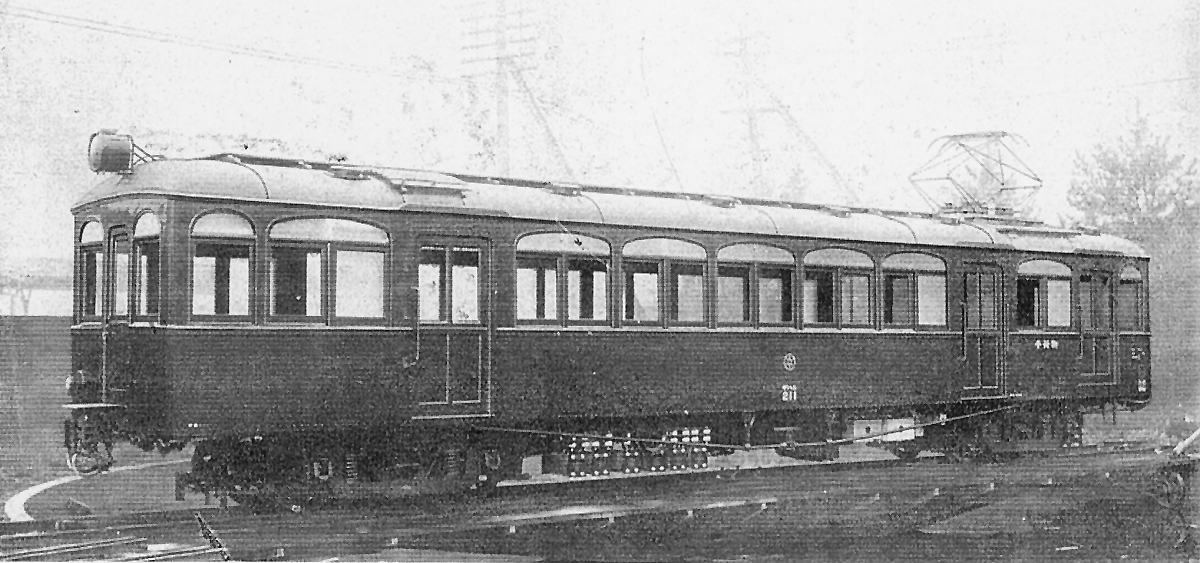
伊勢電気鉄道デハニ211形デハニ211

デハニ211形デハニ211
手小荷物室付制御電動車(Mc)。1928年12月4日竣工。定員100名、座席定員52名、荷重1t。日本車輌製造本店製。
デハニ201形デハニ201
手小荷物室付制御電動車(Mc)。1928年12月23日竣工。定員100名、座席定員52名、荷重1t。日本車輌製造本店製。
なお、これら2両の電動車は後述するようにそれぞれ別の機器を搭載していたため形式が分けられたが、車体構造は同一で機器も性能面ではほぼ同一であった。
泗桑線開業後の1929年5月には、ハ451形の増備車として以下の3両が製造された。
ハ461形ハ461 - ハ463
制御車(Tc)。1929年5月3日竣工。定員120名、座席定員58名、便所・洗面所付き。日本車輌製造本店製。
ハ451形とハ461形も竣工時点では車体は同一ながら搭載機器・機能が異なっており、ハ451形が制御車化された時点においても、その互換性の問題から共通運用できない仕様であった。
かくして本グループに属する4形式8両が出揃ったが、制御車であるハ461形に対して付随車を表すハの記号を用いていたことで鉄道省の監督当局から指導を受け、後述するようにハ461形の竣工と前後して付随車から制御車に改造されたハ451形3両と共に、同年5月13日に記号をクハに変更、それぞれ以下の通り改番されている。
ハ451形ハ451 - ハ453 → クハ451形クハ451 - クハ453
ハ461形ハ461 - ハ463 → クハ461形クハ461 - クハ463

## 車体
窓の上下にそれぞれウィンドウヘッダー・ウィンドウシルと呼ばれる補強用の細帯を巻き、リベット接合で組み立てた鋼製の構体と、丸く単純な形状の木製の構造物に帆布によるルーフィングを行った屋根、それに木製の内装を組み合わせる、設計当時としては一般的な17m級半鋼製車体を備える。
もっとも、1928年当時、既に他社では木造車時代の名残ともいえる床下補強用のトラスロッド（トラス棒）と呼ばれる部材は省略が進んでいたにもかかわらず、伊勢電気鉄道では本形式のみならず次世代のデハニ221形までその装着が続いており、やや古風な印象を与える。
窓配置はハ451形・ハ461形がd2 1(1) D 2 2 2 1(1) D 2 2、デハニ201・デハニ211形が1 1(1) D 2 2 2 2 1(1) D 1(1) D' 1（d：乗務員扉、D：客用扉、D'：荷物扉、(1)：戸袋窓、数字：窓数）で、戸袋窓を含め客室・荷物室部分の側窓は全て2枚単位でまとめられ、電動車の両端の運転台部分の各1枚を含め、幕板部にアーチ状の飾り欄間が設けられているのが特徴である。この飾り欄間は左右の妻窓上部にも設けられており、戸袋窓や便所・洗面所部分の窓と共にダイヤガラスと呼ばれる半透明の磨りガラスがはめ込まれている。
ハ451形・ハ461形は桑名寄り車端部に乗務員扉を備えるが、デハニ201・デハニ211形については伊勢電気鉄道の在来電動車の仕様を踏襲し、両運転台式であるものの乗務員扉は一切設置されていない。なお、客用扉は全車とも竣工時よりドアエンジン付の自動扉で、蒸気機関車時代からの高さの低いプラットホームに対応するため、客用扉は乗降用ステップ内装で下部ドアレールが車体裾部直上に置かれている。
内装は天井に浅い段差のついたモニタールーフ様式となっており、ここでも二重屋根構造の木造車時代の名残を示している。また、各客用扉両脇の柱頭部にはギリシャ建築のような花弁状の装飾が木彫によって施されている。座席は全てロングシートで窓上に真鍮製の網棚を設け、床はリノリューム張りである。
通風器はガーランド式で、ハ451形・ハ461形は屋根中央に1列に6基を搭載し、デハニ201形・デハニ211形は屋根中央にランボードを設置した関係でその左右に通常のガーランド式通風器を半分に分割したものを2列12基搭載する。換気口は天井の照明灯具と一体構造となっている。また、車体塗装は全車とも伊勢電気鉄道の標準色であった、イムペリアル・スカーレットと呼ばれる濃紅色である。
運転台および乗務員室のある側の妻面には向かって左側窓下に標識灯を1灯設置し、運転台を設備している車両については前照灯1灯を妻面の屋根上中央に設置している。

## 主要機器
ハ451形は当初、在来車で牽引する運用形態で使用開始されたため、これに準じるウェスティングハウス・エアブレーキ社(WABCO)系の簡素なブレーキを搭載したが、デハニ211形以降は電装品とブレーキの双方がゼネラル・エレクトリック(GE)社系の、より高速運転に適したシステムへ変更されている。
もっとも、これらのグループより後に新規設計・製造されたデハニ221形やデハニ231形では順次ブレーキシステムが高度化し、制御器もデハニ201・211形とは異なる東洋電機製造製の電動カム軸制御器に変更されており、これらの2形式と連結運転されたハ451（クハ451）・ハ461（クハ461）形はそれぞれ後に何度もブレーキシステムや搭載ブレーキ弁・ブレーキ制御弁、あるいは主幹制御器の交換を強いられている。

### 制御器
ハ451形については制御車化時に在来車と共通のHL単位スイッチ式手動加速制御器を搭載したが、それ以外の各形式についてはHL制御器と互換性のない、GE社系のPC電磁空気カム軸式自動加速制御器を搭載する。
ただし、主制御器についてはデハニ201形はGE社純正のPC制御器を搭載するのに対し、デハニ211形はGE社の日本における提携先で同社製品のライセンス生産権を保有していた芝浦製作所が製作したPC制御器の同等品である、RPC制御器を搭載する。

### 主電動機
デハニ201形およびデハニ211形の両形式共に芝浦製作所SE-132を各台車に2基ずつ計4基、吊り掛け式で装架する。ただし、いかなる理由によるものか歯数比は両形式で違えてあり、デハニ201形が22:67=3.05、デハニ211形が25:55=2.20となっている。

### 台車
全車とも、設計当時の日本車輌製造が高速電車用標準台車として推奨していた、D-18形2軸ボギー台車を装着する。ボールドウィンAA形台車をデッドコピーして設計された、釣り合い梁式で形鋼組み立てによる、廉価でユーザー各社から高評価を得ていた台車である。
この台車は型番の数字が示すように、心皿荷重の上限値を18tとして設計されており、全形式とも車輪径は864mm、軸距は2,130mmで統一されている。

### ブレーキ
ハ451形は竣工当初より空気ブレーキを設置していたことは判明しているが、その型番は明らかとなっていない。
その後、制御車化の際にWABCO系のSCE非常弁付き直通ブレーキを搭載している。このSCEブレーキを含むWABCO系の非常弁付き直通ブレーキは、非常弁作用時以外は直接ブレーキシリンダーを駆動する空気圧の加圧・減圧操作を行うため応答性能は良好であるものの2両あるいは3両編成までの比較的短編成での使用に限定され、当時の技術では長大編成化には対応が難しいという問題があった。
これに対し、続くデハニ211形・デハニ201形ではGE社が開発した、より高度な機能を備えるJ動作弁によるAVR(Automatic Valve Release)非常直通自動空気ブレーキ（制御管式）が採用され、さらにクハ461形では前後して製造が開始されたデハニ221形と同様、WABCO系のM三動弁によるACM自動空気ブレーキ（制御管式）が採用されている。
また、クハ451形となったハ451形は、1930年のデハニ231形第一次車の竣工にあわせ、ブレーキ制御弁をより高性能なA動作弁によるACAブレーキへ換装している。
なお、全車に手ブレーキ装置を設置している。

### 集電装置
電動車の集電装置として、デハニ201形・デハニ211形共に芝浦製作所製のRPG-11菱枠パンタグラフを桑名寄り屋根上に各1基ずつ搭載する。

## 運用
車体や台車の設計の共通する同系車でありながら、付随車・制御車グループと電動車グループで全く異なった変遷をたどった。なお、全車とも既に廃車解体済みであり、保存車は存在しない。

### ハ451形
ハ451形は前述の通り、当初は付随車として新造され、既存のデハニ101形からデハニ141形まで4形式の65PS級電動機搭載車に牽引される形で運用された。
その後、泗桑線開業に合わせて1929年5月1日認可でこれら4形式と総括制御可能な制御車に改造されることとなり、SCE非常直通ブレーキを手ブレーキに追加して床下に搭載し、ブレーキ制御弁とHL制御器対応主幹制御器を新造時以来用意されていた乗務員室用スペースに設置、運転台仕切りを新設、運転台側妻面屋根上中央に100V 250Wの白熱電球による前照灯を追加した。
これに伴い、同年5月13日付で形式称号の記号を変更する手続きがとられ、クハ451形となった。
ハ451形ハ451 - ハ453 → クハ451形クハ451 - クハ453
その後、1930年3月14日認可で運転台の主幹制御器をHL制御器用からGE社系のPC制御器用に、ブレーキシステムをSCE非常直通ブレーキからA動作弁によるACA自動空気ブレーキへ交換し、200番台電動車との総括制御が可能なように改造された。このA動作弁は高速運転に対応し階段緩めなど従来のJ三動弁やM三動弁では対応しなかった機能を備えており、同じくA動作弁によるAMAブレーキを搭載して新造されたデハニ231形と連結し高速運転を実施するためには、搭載が必須の装置であった。
以後、本形式は便所・洗面所を備えていて長距離・長時間乗車に適した仕様であったことと、そもそも伊勢電気鉄道時代から近畿日本鉄道成立までの間に現在の名古屋線向けとして製作された制御車が本形式とクハ461形、クハ471形の合計9両以外になく、吉野鉄道由来のク6501形10両を合わせても電動車比率が高かったことなどから、伊勢電気鉄道本線→参宮急行電鉄伊勢線→関西急行鉄道名古屋線→近畿日本鉄道名古屋線において、終始長距離を走行する急行列車を中心に運用された。
その間、所属会社の変更に伴い、1941年3月15日付で以下の通り改番が実施され、これに合わせて塗装が伊勢電気鉄道標準のイムペリアル・スカーレットから大阪電気軌道系で標準の濃緑色へ変更されている。
クハ451形クハ451 - クハ453 → ク6451形ク6451 - ク6453
また、戦時中には非鉄金属の供出で真鍮製網棚が撤去されて木製網棚に変更、便所を残して洗面所が撤去され、戦後は雨樋の追加設置と運転台側妻面の向かって右側腰板部への標識灯（尾灯）の追加設置が実施され、混雑対応として乗務員室区画全体に対する仕切板を設置して全室式運転台とされた。
戦後は混乱期の資材不足などから幕板部の飾り窓が全て板材に交換されて車体と同色に塗りつぶしとなった。もっとも、その一方で優等列車主体に運用される車両であったことから室内照明の蛍光灯化や扇風機の設置といったサービス改善工事が優先的に進められ、さらに1957年にはモ6301形の座席ロングシート化で余剰となった転換クロスシートを流用し、客用扉間の側窓中央4枚分の座席が、長距離運転に対応し両端の4脚が固定クロスシート・中央の4脚分が転換クロスシートへそれぞれ交換されてセミクロスシート車となっている。また、時期は不詳だが床下のトラス棒の撤去が実施されている。
1959年頃からはク6452・ク6453の2両に対して車体更新が実施された。この更新工事では、車体外板の全面交換が実施されて幕板部の飾り窓は完全に撤去され、全溶接構造でノーシル・ノーヘッダーの平滑な車体となった。
また、1959年の名古屋線改軌にあたっては、日本車輌製造でND-8乾式円筒案内式金属ばね台車を標準軌間仕様で新造し、在来の狭軌用D-18台車をこれに交換している。
1960年代後半には長大編成化が進み、制御車が急行車の編成先頭に立って運用される機会が皆無となったことから、本形式は運転台が撤去されて付随車となり、全車とも以下の通り改番された。
ク6451形ク6451 - ク6453 → サ6451形サ6451 - サ6453
この改造の過程でサ6453についてはテストケースとして客用扉が両開き式に改造され、窓配置が戸袋窓無しの1 2 D 2 2 2 1 D 1 2となっている。
この後も名古屋線急行運用への充当が続いたが、老朽化により1972年9月に全車廃車解体となっている。
なお、本形式の廃車後、本形式が名古屋線改軌時に装着したND-8台車の内2両分が改造され、ND-8Aとされた上で1972年9月竣工のク970形ク974・ク975に流用されている。

### デハニ201形・デハニ211形
デハニ201形・デハニ211形とも、当初は大型電動車であったため伊勢電気鉄道本線の主力車として運用された。
しかし、ほどなく112kW級電動機搭載の強力電動車であるデハニ231形の新造が開始され、大神宮前延長線の開業までに同形式が12両出揃ったため、以後は低出力であることから同出力で同程度の収容力を備えるデハニ221形と共に各駅停車や支線区での運用を中心とするローカル運用にもっぱら充当されるようになった。
1932年3月26日には他の電動車各形式と同様、記号を変更して以下の通り改番されている。
デハニ201形デハニ201 → モハニ201形モハニ201
デハニ211形デハニ211 → モハニ211形モハニ211
伊勢電気鉄道の参宮急行電鉄への合併の際には特に変更は実施されなかったが、1941年3月15日の関西急行鉄道成立時には両形式は実質的に同一であったことから整理統合され、以下の通り改番された。
モハニ201形モハニ201 → モニ6201形モニ6201
モハニ211形モハニ211 → モニ6201形モニ6202
なお、この際塗装は他形式と同様、従来のイムペリアル・スカーレットから濃緑色に変更されている。
前述のク6451形と同様、戦時中に網棚の木製化が実施され、戦後すぐに雨樋の設置と標識灯の2灯化、それに乗務員室仕切の設置が実施されている。
1953年には車体更新が実施され、幕板部について補強帯を内側に隠したノーヘッダーの溶接構造に改造された。この際、幕板部の飾り窓は既にガラスが板材に交換されて実質的に機能していなかったこともあって埋められ、のっぺりした印象の平凡な外観となった。また、この際にトラス棒の撤去も実施されている。
地味な運用で終始した本形式であるが、車体更新から間もない1954年に、モニ6201を対象に1,067mm軌間の線区に適した新駆動システムとして直角カルダン駆動方式の実用試験を行うこととなり、同駆動システムを搭載するよう改造工事が実施され、以下の通り改番された。
モニ6201形モニ6201 → モニ6211形モニ6211
この改造では台車を新造の近畿車輛KD-8シュリーレン式円筒案内式金属ばね台車へ交換、主電動機として日立製作所HS-510Arbを各台車に2基ずつ装架、駆動装置はやはり日立製作所製のOP75K-5109直角カルダン駆動装置を装着し、歯数比は9:51=5.67とした。なお、ブレーキは基礎ブレーキ装置が各台車に4基ずつブレーキシリンダーを搭載する台車シリンダー式となったことから、A動作弁に中継弁(Relay valve)を併用するAR(AMAR)自動空気ブレーキとされたが、制御器は従来と同様、芝浦製作所RPC-101電空カム軸式制御器が搭載された。この改造により自重は37.2tから31.8tと実に6.4tもの軽量化を実現した。もっとも、近畿日本鉄道では狭軌線を含め直角カルダン駆動方式が本格採用されることはなく、本形式も試験終了後に原状に復元されて再度モニ6201形モニ6201へ改番されている。
モニ6211形モニ6211 → モニ6201形モニ6201
本形式は低出力車であったことから1959年の名古屋線改軌の際には改軌工事の対象から外された。そのため、狭軌の養老線へ転属、さらに1961年には伊賀線へ再度転属となった。
その後は伊賀線で運用が続けられたが、HL制御器を備える同線所属の他形式とは異なる制御器を搭載していたことから本形式2両、あるいは同じく伊勢電気鉄道を出自とするクニ5360形を連結して運用された。
1974年には南大阪線向け新型冷房車である6200系に番号を譲るため、以下の通り改番された。
モニ6201形モニ6201・モニ6202 → モニ5200形モニ5201・モニ5202
もっとも、老朽化が進行したことからこの番号での使用期間は短期間にとどまり、1977年の伊賀線体質改善計画に伴うモ5000形の伊賀線転入で同年3月に2両とも廃車解体された。

### ハ461形
制御車として新造されたハ461形だが、前述の通り新造からわずか10日後の1929年5月13日に記号をクハに変更、以下の通り改番された。
ハ461形ハ461 - ハ463 → クハ461形クハ461 - クハ463
本形式は新造以来、伊勢電気鉄道本線の主力車種の一つとして運用され続けた。その間、1934年9月10日竣工として運転台のブレーキ制御弁をM24弁。から改良型のM24-C弁へ交換を実施している。
1941年3月15日の関西急行鉄道成立時には他形式と同様、以下の通り改番が実施され、これに合わせて塗装が伊勢電気鉄道標準のイムペリアル・スカーレットから大阪電気軌道系で標準の濃緑色へ変更されている。
クハ461形クハ461 - クハ463 → ク6461形ク6461 - ク6463
なお、この改番の際、上述のように電動車は形式が統合されたが、制御車2形式については、ブレーキ弁がA動作弁（クハ451形）とM三動弁（クハ461形）で異なっていたことから形式の統合は実施されていない。
以後の改造内容はク6451形に準じ、車体更新、セミクロスシート化、名古屋線改軌に伴うD-18台車の日本車輌製造ND-8への交換などが順次実施されている。
また、時期は不詳だが戦後、ブレーキ弁がA動作弁に交換されてACAブレーキとなっており、実質的にク6451形の同型車となっている。
本形式も終始名古屋線急行車として重用され、最終的に運転台を撤去し付随車へ改造された。
ク6461形ク6461 - ク6463 → サ6461形サ6461 - サ6463
これらはサ6463が1973年11月、サ6461・サ6462が1974年2月に廃車となっている。